# 컨트롤러 (영화)
《컨트롤러》(영어: The Adjustment Bureau)는 필립 K. 딕의 단편 소설 〈조정 팀〉(Adjustment Team)을 원작으로 한, 2011년에 개봉한 미국의 로맨틱 SF 스릴러 영화이다. 조지 놀피가 감독과 각본을 맡았고 맷 데이먼 과 에밀리 블런트 가 주연으로 출연하였다. 또한 앤서니 매키, 존 슬래터리, 마이클 켈리, 테런스 스탬프등도 출연하였다.

## 줄거리
미국 상원의원 선거에 실패한 젊은 정치인 데이비드 노리스는 우연히 만난 아름다운 발레리나 엘리스 셀라스에게 강렬한 끌림을 느낀다. 그러나 그들의 만남은 단순한 우연이 아니었다. 데이비드가 일상적인 출근길에서 만난 기이한 일들은 그가 "조정국"이라는 조직의 존재를 알게 만들고, 이들은 "의장"이 설계한 계획에 따라 인간의 운명을 조종하고 있었다.
조정국은 데이비드와 엘리스가 두 번 이상 만나는 것을 막으려 했지만, 데이비드는 그들의 방해에도 불구하고 엘리스와의 만남을 포기하지 않았다. 데이비드는 조정국의 요원들을 피해 엘리스를 찾아다니고, 급기야 조정국은 그들의 만남이 본래 계획에 없었으며, 데이비드는 대통령이 될 운명이고 엘리스는 세계적인 안무가가 될 운명이라고 경고한다. 데이비드는 자신의 미래를 위해 엘리스를 포기하려 하지만, 결국 그녀의 결혼 소식을 듣고 조정국의 추적을 피해 그녀를 찾아나선다.
데이비드는 과거 자신의 담당 요원이었던 해리의 도움을 받아 조정국 요원들이 문을 통해 순간이동하는 능력을 이용해 엘리스에게 간다. 그는 엘리스에게 조정국의 존재를 밝히고, 그들의 사랑을 막으려는 조직에 맞서 싸우기로 결심한다. 결국 데이비드와 엘리스는 조정국 본부에 찾아가 그들의 사랑을 주장하고, 마지막 순간 그들의 사랑은 조정국이 예상치 못한 새로운 가능성을 만든다. 데이비드와 엘리스의 강한 의지로 인해 그들의 운명이 백지 상태가 된 것이다. 해리는 의장의 진정한 계획은 사람들이 자신의 의지대로 싸우고 운명을 스스로 만들어가는 것일지도 모른다고 말하며, 데이비드와 엘리스를 격려한다.

## 출연
- 맷 데이먼 - 데이비드 노리스 역
- 에밀리 블런트 - 엘리스 셀러스 역
- 앤서니 매키 - 해리 미첼 역
- 존 슬래터리 - 리처드슨 역
- 마이클 켈리 - 찰리 트레이너 역
- 테런스 스탬프 - 톰프슨 역
- 도니 케슈와즈 - 도널드슨 역
- 앤서니 뤼비바 - 맥카디 역
- 제니퍼 일리 - 바텐더 역

## 같이 보기
- 다크 시티